# Liliana Cavani
Liliana Cavani (Carpi, Módena, Italia, 12 de enero de 1933) es una guionista y directora de cine italiana que estudió literatura y se diplomó en el Centro Experimental de Cinematografía. Sus películas más emblemáticas son El portero de noche, sobre el nazismo, y Más allá del bien y del mal, sobre la vida de Friedrich Nietzsche.
Realizó tres trabajos sobre la vida de san Francisco de Asís: la miniserie Francesco d'Assisi (1966), el largometraje Francesco (1989), protagonizado por Mickey Rourke; y la miniserie Francesco (2014). Asimismo, dirigió una película sobre Galileo Galilei.
También se ha dedicado a la dirección de óperas, destacando sus montajes de La Traviata, de Giuseppe Verdi, dirigida por Riccardo Muti en La Scala; Cavalleria Rusticana, de Pietro Mascagni, y Manon Lescaut, de Giacomo Puccini, entre otras.
En la Mostra de Valencia-Cinema del Mediterrani del 2019 recibió la Palmera de Honor como premio a toda su trayectoria y por ser «una luchadora que ha abierto el camino a otras mujeres en el campo cinematográfico».

## Filmografía

### Cine
- L'ordine del tempo (2023)
- Clarisse (2012) - cortometraje
- Einstein (2008)
- De Gasperi, l'uomo della speranza (2005)
- Ripley's Game (2002)
- Dove siete? Io sono qui (1993)
- Francesco (1989)
- Berlin Affair (1985)
- Oltre la porta (1982)
- La pelle (1981)
- Al di là del bene e del male (Más allá del bien y del mal) (1977)
- Milarepa (1974)
- Il portiere di notte (1974)
- L'ospite (1971)
- I Cannibali (1970)
- Galileo (1969)
- Francesco d'Assisi (1966)

### Televisión
- Francesco (2014)
- Mai per amore (2012)

## Premios y distinciones
Festival Internacional de Cine de Venecia
| Año  | Categoría                                        | Película                          | Resultado |
| ---- | ------------------------------------------------ | --------------------------------- | --------- |
| 1965 | Mejor documental de TV                           | Philippe Pétain: Processo a Vichy | Ganadora  |
| 1971 | Premio del Centro Italiano de relaciones humanas | L'ospite                          | Ganador   |
| 2018 | Premio Robert Bresson                            | -                                 | Ganadora  |
| 2023 | León de Oro por su carrera                       |                                   | Ganadora  |